# Shellhuset, Stockholm
För andra betydelser, se Shellhuset.
Shellhuset är en byggnad på Birger Jarlsgatan 64 på Östermalm i centrala Stockholm.
Byggnaden uppfördes som huvudkontor åt Svensk-Engelska Mineralolje AB (som 1939 bytte namn till AB Svenska Shell). Mineraloljeaktiebolaget hade bildats 1912 som ett dotterbolag inom Shellgruppen, och tidigare haft lokaler på Skeppsbron. 1927 påbörjades byggandet av det moderna kontors- och bostadshuset i hörnet av Birger Jarlsgatan och Rådmansgatan. Byggnaden med dess karaktäristiskt rundade form hade ritats av Albin Starks arkitektkontor. Formen var en anpassning till den pumpstation och dess skärmtak som uppfördes framför byggnaden. Den klassicistiska fasaden pryddes med lamphållare av brons och ett dekorativt smidesräcke som löper i hela fasadens längd på den andra våningen. I fönstrens överstycken på samma våning återfinns alltjämt Shellsnäckan, vilken ritades av Fredrik Lidvall som då var anställd på arkitektkontoret.
Svenska Shell flyttade 1975 sitt huvudkontor till Solna och i och med det försvann även bensinpumparna framför huset. Finansbolag som Svenska Finans och därefter Max Matthiessen hade kontor i huset under 1980- och 1990-talen. I slutet av 1980-talet gjorde byggnaden sig känd som exteriören till Sveriges Televisions dramaserie Varuhuset.
Huset köptes och renoverades sedan av fastighetsbolaget Wallenstam, som gjorde det till sitt Stockholmskontor 2003. Torgny Larssons skulptur Två myror (Wallenstams symbol) placerades 2014 framför huvudentrén.